# Моточешть
Моточешть, Моточешті (рум. Motocești) — село у повіті Бакеу в Румунії. Входить до складу комуни Гура-Веїй.
Село розташоване на відстані 212 км на північ від Бухареста, 33 км на південь від Бакеу, 112 км на південний захід від Ясс, 129 км на північний захід від Галаца, 118 км на північний схід від Брашова.

## Населення
За даними перепису населення 2002 року у селі проживали 194 особи, з них 191 особа (98,5%) румунів. Усі жителі села рідною мовою назвали румунську.